# Cristian Hidalgo González
Cristian Hidalgo González, més conegut com a Cristian (nascut el 21 de setembre del 1983 a Barcelona) és un futbolista català que actualment juga de migcampista a l'Hércules CF.

## Títols amb el R.C. Deportivo de la Coruña
| Distinció                 | Any  |
| ------------------------- | ---- |
| Copa Intertoto de la UEFA | 2008 |